# Panzer General
Panzer General est un jeu vidéo de type wargame publié en 1994 par Strategic Simulations, Inc. (SSI). Le joueur incarne un général qui participe aux principales batailles terrestres survenues en Europe, en Afrique du Nord et au Moyen-Orient, durant la Seconde Guerre mondiale.
Ce wargame constitue le premier de la série 5-Star General (Panzer General, Allied General, Fantasy General, Pacific General, Star General). Il a été suivi de Panzer General II.

## Synopsis
Panzer General propose 38 scénarios de la Seconde Guerre mondiale, de l'invasion de la Pologne (1939) à la chute de Berlin (1945), et cinq campagnes où le joueur incarne un général des forces de l'Axe : Pologne (1939), Afrique du Nord (1941), Barbarossa (1941), Italie (1943), Kharkov (1943) ; en fonction des performances du joueur, ces campagnes peuvent inclure des scénarios fictifs (exemple : invasion de l'Angleterre).

## Système de jeu

Succession historique des évènements sur le front européen durant la Seconde Guerre mondiale.

La carte du front est divisée en hexagones, chacun représentant un type de terrain (forêt, rivière, ville, désert, montagne, etc.). Au début d'une bataille, un brouillard de guerre masque les ennemis (sauf ceux déjà à portée de vue) ; le joueur ne connait donc que la topographie des lieux et la localisation de ses objectifs ; la victoire doit être obtenue avant la fin d'un nombre prédéfini de tours.
Les unités se divisent en plusieurs catégories : infanterie, véhicules blindés, véhicule de reconnaissance militaire, anti-tank, artillerie, défense antiaérienne, aviation, unités navales. Chaque unité possède plusieurs caractéristiques : mode de déplacement, réserves de carburant (si elle utilise un moteur), réserves de munitions, initiative, portée de repérage des ennemis, portée de tir, expérience, force (une unité est détruite quand sa force tombe à zéro), niveau de retranchement, capacités d'attaque contre différents types d'adversaires, capacités de défense face aux différents types d'attaque. Les conditions météorologiques, qui évoluent en cours de partie, peuvent perturber les capacités opérationnelles des armées qui s'affrontent.
En fonction de ses résultats, le joueur gagne et perd du prestige (qui sert à recruter de nouvelles unités).

## Accueil
| Panzer General        |      |       |
| Média                 | Pays | Notes |
| Computer Gaming World | US   | 5/5   |
| Gen4                  | FR   | 82 %  |
| PC Team               | FR   | 81 %  |
| PC Gamer US           | US   | 93 %  |

Panzer General connaît dès sa sortie un important succès commercial avec plus de 100 000 copies vendues aux États-Unis et plus de 50 000 copies vendues en Europe dès novembre 1995. En août 1996, il dépasse les 250 000 copies vendues, ce qui lui vaut d’être considéré comme le wargame sur ordinateur le plus vendus de tous les temps, et qui en fait le plus gros succès de Strategic Simulations dans ce domaine.
En 1994, il est notamment élu « meilleur wargame de l’année » par la rédaction du magazine PC Gamer US qui juge que, s’il n’est pas forcement destiné aux passionnés du genre du fait de ses règles simplifiés, il offre aux autres joueurs une expérience « captivante », qu’on ne trouve généralement pas dans wargames. En 1996, il est classé en 15ème position d’un classement des « 150 meilleurs jeux de tous les temps » publié dans Computer Gaming World. La rédaction du magazine estime en effet que s’il manque parfois de réalisme, il compense largement ce défaut par la variété des scénarios proposés, et qu’en faisant du wargame un genre amusant et attractif, il rend possible la création de wargames plus réaliste comme Steel Panthers de Gary Grigsby.

## Postérité
Surfant sur le succès critique et commercial de Panzer General, Strategic Simulations s’appuie sur son moteur de jeu pour en créer de nombreuses suites et adaptations qui forment une série connu sous le nom de Five-Star General. Fin 1995, le studio publie ainsi une première suite, baptisée Allied General (Panzer General II en France), qui reprend le contexte et le système de jeu de son prédécesseur pour proposer quatre nouvelles campagnes qui se déroulent en Europe et en Afrique du Nord. En 1996, le jeu fait ensuite l’objet de deux adaptations Fantasy General et Star General. La première transpose le système de jeu de ses prédécesseurs dans un univers médiéval-fantastique alors que le second le transpose dans un univers de science-fiction et simule un conflit pour la conquête de la galaxie,. Une nouvelle suite, baptisée Pacific General, est publiée en 1997 et transpose son système de jeu à la guerre du Pacifique de la Seconde Guerre mondiale. Toujours en 1997, Strategic Simulations publie une nouvelle suite, basé sur un nouveau moteur de jeu, et baptisé Panzer General II (Opération Panzer en France) qui bénéficie ensuite d’une adaptation, People's General, qui transpose son système de jeu a une hypothétique Troisième Guerre mondiale au début du XXIe siècle
,.
Le succès commercial de Panzer General influence également Strategic Simulations dans sa manière d’aborder le développement d’autres wargame. Lorsque Gary Grigsby commence à développer Steel Panthers en 1994, l’éditeur est ainsi réticent à l’idée d’abandonner l’attractivité que lui a donné Panzer General auprès du grand public. Le studio pousse donc Gary Grigsby à simplifier les mécanismes de jeu de son nouveau wargame afin de créer un jeu dans la lignée de son prédécesseur. Aucun des deux partis ne souhaite cependant faire de compromis. La relation entre Gary Grigsby et son éditeur est donc tendue tout au long du projet et, bien que les développeurs ne sont pas directement influencé par Panzer General, le moteur de jeu de Steel Panthers ressemble à celui de ce dernier, malgré leurs mécanismes de jeux complètement différents,.